# Gaylussacia rhododendron
Gaylussacia rhododendron är en ljungväxtart som beskrevs av Adelbert von Chamisso och Schltdl. Gaylussacia rhododendron ingår i släktet Gaylussacia och familjen ljungväxter. Inga underarter finns listade i Catalogue of Life.